# Scopuloides hydnoides
Scopuloides hydnoides är en svampart som först beskrevs av Cooke & Massee, och fick sitt nu gällande namn av Hjortstam & Ryvarden 1979. Scopuloides hydnoides ingår i släktet Scopuloides och familjen Meruliaceae.   Inga underarter finns listade i Catalogue of Life.